# Hypertragulidae
Hypertragulidae é uma família extinta de mamíferos da ordem Artiodactyla. Ocorreu na América do Norte do Eoceno ao Mioceno.

## Taxonomia
A família foi criada por Edward Drinker Cope em 1879. Muitos autores a incluíram na infraordem Tragulina, mas este agrupamento se mostrou parafilético. Hypertragulidae é frequentemente classificada como a família mais basal entre o clado Ruminantia.  A família está classificada na superfamília Hypertraguloidea, juntamente com a Praetragulidae.
A família inclui três gêneros, Hypertragulus, Nanotragulus e Hypisodus. O gênero Hypisodus é classificado por alguns autores numa família própria, a Hypisodontidae. Os gêneros Praetragulus, Parvitragulus e Simimeryx incluídos nesta família, foram reclassificados na família Praetragulidae criada em 2001.
Prothero e Foss (2007) propõem a seguinte classificação:
- Subfamília Hypertragulinae Cope, 1879
  - Gênero Hypertragulus Cope, 1873 [do Eoceno Médio ao Mioceno Inferior da América do Norte]
  - Gênero Nanotragulus Lull, 1922 [do Oligoceno Inferior ao Mioceno Inferior da América do Norte]
- Subfamília Hypisodontinae Cope, 1887
  - Gênero Hypisodus Cope, 1873 [do Mioceno Médio ao Oligoceno Superior da América do Norte]